# Pere Robert Font
Pedro Robert Font, en Catalán: Pere Robert i Font (nacido el 11 de junio de 1956 en Barcelona, Cataluña) es un exjugador de waterpolo español. Disputó los Juegos Olímpicos de Moscú 1980, Los Ángeles 1984 y Seúl 1988 con España, obteniendo una cuarta, cuarta y sexta posición, respectivamente.

## Participaciones en Juegos Olímpicos
- Moscú 1980, puesto 4.
- Los Ángeles 1984, puesto 4.
- Seúl 1988, puesto 6.